# Industria Paranaense de Estruturas
Die Industria Paranaense de Estruturas ist ein brasilianischer Flugzeughersteller.

## Geschichte
Der brasilianische Ingenieur Carlos Pessoa Boscardin arbeitet bereits seit 1960 in der Luftfahrtindustrie. Im Jahre 1972 gründete er ein eigenes Unternehmen, das sich anfänglich mit dem Bau von Segelflugzeugen befasste. Als die brasilianische Regierung ein leichtes Schulflugzeug für die brasilianischen Aeroclubs ausschrieb, erwarb das Unternehmen die Vertriebs- und Produktionsrechte für die Mudry Cap 10. Die erste in Lizenz gebaute Maschine flog im Jahre 1986 erstmals. Unter der Bezeichnung IPE 04 wurde an einer Weiterentwicklung der CAP-10 ab 1989 gearbeitet, von der zwei Maschinen geflogen sein sollen. Die Regierung entschied sich dann jedoch für Flugzeuge aus argentinischer Produktion, worauf IPE in finanzielle Schwierigkeiten geriet und sich nur mit dem Bau von Booten über Wasser halten konnte. Nebenbei wurde ein eigenes Flugzeug, die IPE 06 entwickelt, welche 1990 ihren Erstflug absolvieren konnte. Von ihr wurden lediglich 15 Exemplare gebaut, sodass die Flugzeugentwicklung wiederum einige Jahre ruhte. Erst als ein amerikanischer Investor Anfang der 2000er Jahre einstieg, wurde die Flugzeugentwicklung wieder aufgenommen und die IPE 06A auf den Markt gebracht. Derzeit produziert das Unternehmen außer der IPE 06A auch die IPE/PL 010, ein Landwirtschaftsflugzeug, und entwickelt die IPE 014 ein 10-sitziges leichtes Transportflugzeug.

## Produkte

### Segelflugzeuge
- IPE KW.1 Quero-Quero
- IPE KW.2 Biguá
- IPE 02 Nhapecan
- IPE 05 Quero-Quero – geplante Weiterentwicklung der KW.1, in der Planungsphase abgebrochen[1]
- IPE 08 World Class (intern als Tapera bezeichnet) – Wurde auf Grund einer Ausschreibung der FAI nach einem neuen Mittelgeschwindigkeitssegelflugzeug, das für die Schulung und für Wettkämpfe geeignet war, entworfen. Zudem sollte die Maschine ökonomisch und leicht zu warten sein. Das Flugzeug sollte den Namen World Class  tragen und der Gewinner der Ausschreibung sollte dann von der FAI für eine globale Lizenzfertigung vorgeschlagen werden. IPE reichte seinen Vorschlag, eine erheblich überarbeitete KW.1 Quero-Quero ein.[4] Die Ausschreibung gewann die PZL PW-5.
- Akaflieg Braunschweig SB 5 – zwischen 1970 und 1980 wurden zwei Stück unter Verwendung von einheimischen Hölzern in Lizenz gebaut (lt. Roberto Pereira als IPE SB-2)[5]
- Neukom S-4 Elfe 15 – zwischen 1978 und 1985 wurden drei Stück in Lizenz gebaut (lt. Roberto Pereira als IPE Elfe IV)[5]
- IPE Super Urupema – Vier Embraer EMB 400 wurden nachträglich von IPE derart modifiziert, dass eine höhere Cockpithaube sowie andere Sitze eingebaut wurden, die es den Piloten erlaubten liegend zu sitzen, statt wie vorher fast zu liegen.[6]

### Motorflugzeuge
- IPE 03 – Motorseglerprojekt, nicht beendet.
- IPE 04 – Weiterentwicklung der CAP-10, äußerlich gleich, mit überarbeiteter Struktur und anderer Motorisierung[1]
- IPE 06/IPE 06A – zweisitziges Ultraleichtflugzeug
- IPE 07 – geplantes Schleppflugzeug auf Basis der IPE 06 Curucaca[7]
- IPE/PL 010 – Landwirtschaftsflugzeug
- IPE 014
- Mudry Cap 10 – Lizenzfertigung

## Weiterführende Informationen
- Marc Volland: Die Flugzeuge von Embraer: und anderer lateinamerikanischer Flugzeugbauer ab 1945, ISBN 978-3-8423-0004-0, S. 125 ff.